# Pic de Gías
El Pic de Gías és una muntanya de 3.011 m d'altitud, amb una prominència de 58 m, que es troba al massís de Perdiguero, a la província d'Osca (Aragó).